# Goyazana
Goyazana is een geslacht van kreeftachtigen uit de klasse van de Malacostraca (hogere kreeftachtigen).

## Soorten
- Goyazana castelnaui (H. Milne Edwards, 1853)
- Goyazana rotundicauda Magalhães & Türkay, 1996